# Morrison Hotel
Morrison Hotel er femte udspil fra bandet The Doors, udgivet i februar 1970. Pladen, som er produceret af Paul A. Rothchild, blev indspillet i november 1969, og indeholder numre såsom "Roadhouse Blues" og "Peace Frog", for at nævne to af de væsentlige kompositioner fra pladen. Den ledsages også af singlen You Make Me Real/Roadhouse Blues, som udkom en måned senere i marts 1970. 
Albummet pegede stærkt i retning af deres kommende udspil, L.A. Woman, som blev udgivet året efter, i 1971. Begge album var præget markant af en fokusering på bluesgenren, men denne kommer dog mest til udtryk på den kommende plade. Fælles for dem er imidlertid, at der med dette også er en interesse i at søge tilbage til rødderne, efter at havde søgt og eksperimenteret med mere el. mindre alle tidlige udgivelser, specielt den forrige, The Soft Parade (1969).
Skønt pladen tilsyneladende er betitlet "Morrison Hotel", er dette blot titel på den ene side af albummet, nemlig b-siden, mens a-side er døbt "Hard Rock Café". Derfor går pladen sommetider under denne benævnelse. Denne dobbeltitel understrenges også af billederne som er på omslaget. Her ses billeder netop fra de to nævnte steder, begge lokaliseret i L.A. downtown. 

## Spor
1. "Roadhouse Blues" – 4:07
2. "Waiting for the Sun" – 4:02
3. "You Make Me Real" – 2:53
4. "Peace Frog" – 2:52
5. "Blue Sunday" – 2:09
6. "Ship of Fools" – 3:14
7. "Land Ho!" (Morrison, Krieger) – 4:12
8. "The Spy" – 4:19
9. "Queen of the Highway" – 2:50
10. "Indian Summer" (Morrison, Krieger) – 2:35
11. "Maggie M'Gill" – 4:17

Da bandet i 2007 gengiver hele deres katalog i form af boxsettet Perception, tilføjes der også en række fraklip fra indspilningerne af pladerne. På Morrison Hotel findes således følgende bonusnumre: 
1. "Talking Blues" – 0:58
2. "Roadhouse Blues" (takes 1-3)- 8:47
3. "Roadhouse Blues" (take 6)- 9:27
4. "Carol" – 0:56
5. "Roadhouse Blues" (take 1)- 4:32
6. "Money Beats Soul" – 1:05
7. "Roadhouse Blues" (takes 13-15)- 6:17
8. "Peace Frog" (false starts & dialogue)- 1:57
9. "The Spy" (version 2)- 3:47
10. "Queen of the Highway" (jazz version)- 3.:36

## Musikere
- Jim Morrison – vokal
- Robby Krieger – lead og rytme guitar
- Ray Manzarek – orgel og klaver
- John Densmore – trommer
- Lonnie Mack – bas
- John Sebastian – mundharpe